# Pier Leone Ghezzi
Pier Leone Ghezzi (Róma, 1674. június 28. – Róma, 1755. március 6.) olasz festő, rézkarcmetsző és rajzoló.

## Élete
Apja, Giuseppe Ghezzi tanítványa volt, és a freskó- és a zománcfestészet területén is dolgozott. XIV. Benedek pápa a Mozaikiskola és Galériák igazgatójává nevezte ki.
Hírnevét elsősorban karikatúrarajzoló képességének köszönheti. Megvolt az az adottsága, hogy arcvonásaik torzulása ellenére meglepő hasonlóságot kölcsönzzön alanyainak.

## Képtár

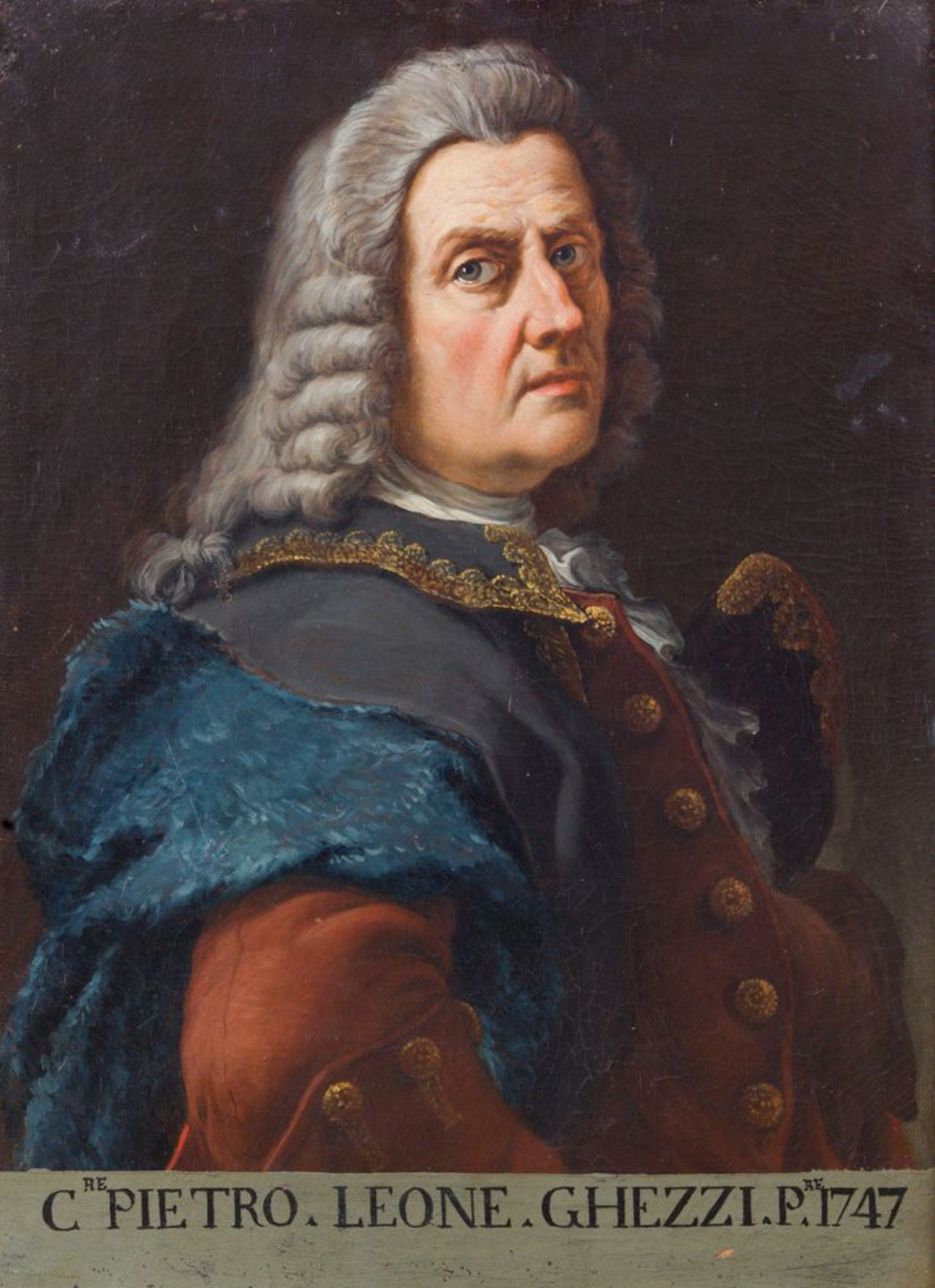
Pier Leone Ghezzi Önarcképe, 1747
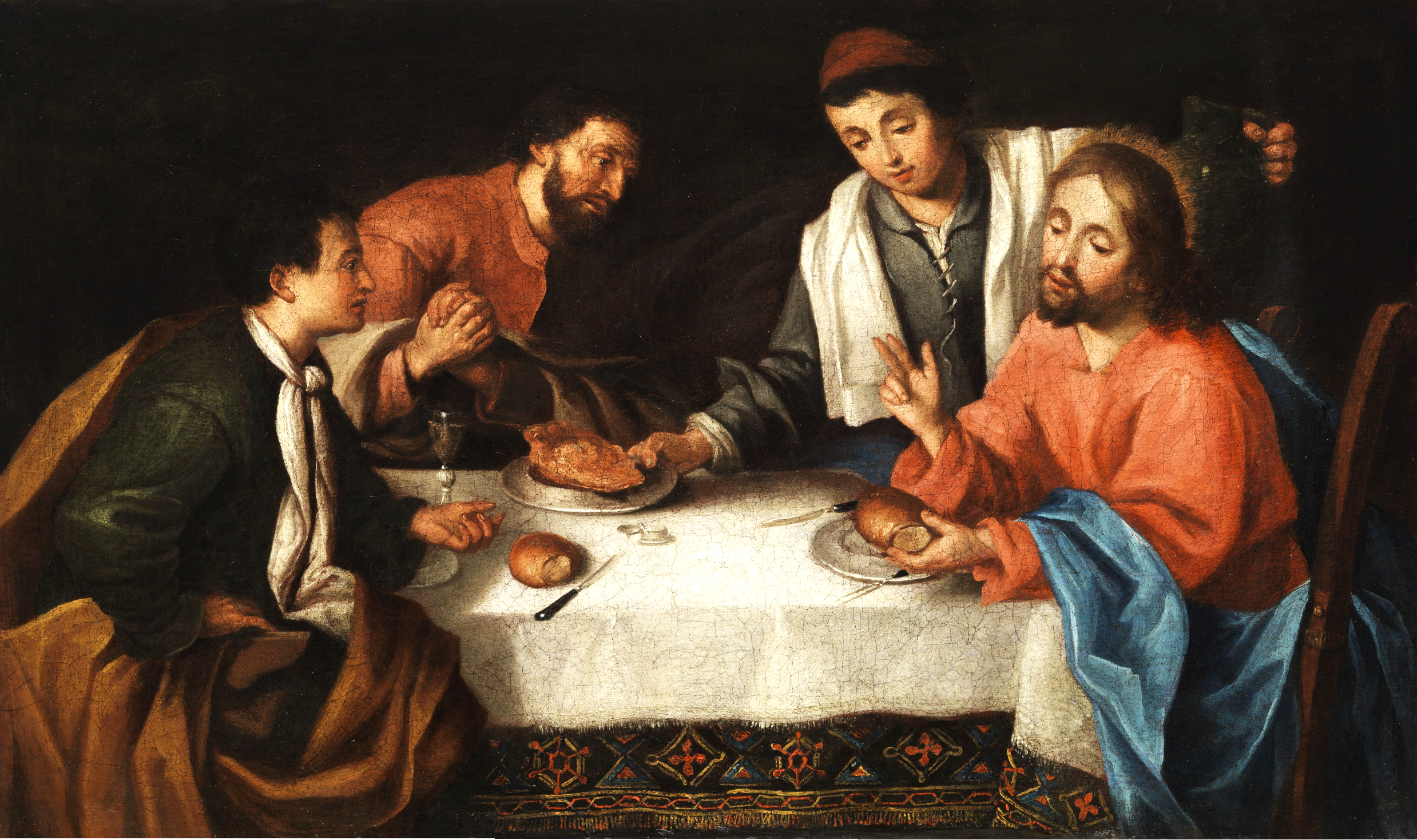
Emmaus, Krisztus megtöri a kenyeret
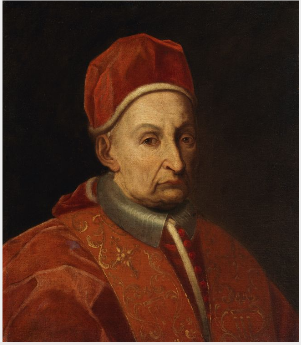
XIII. Benedek pápa
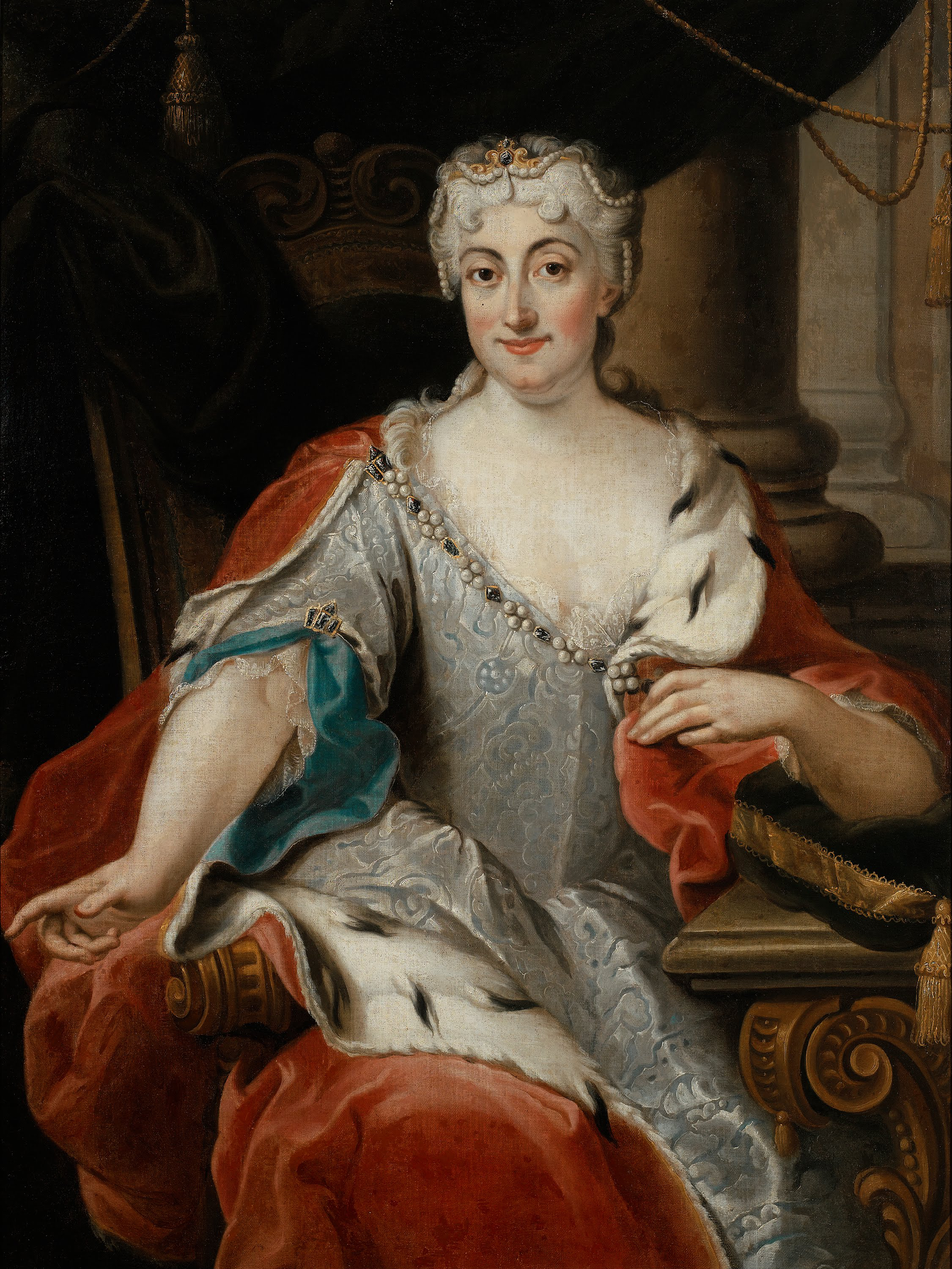
Maria Clementina Sobieska? 1735 k.
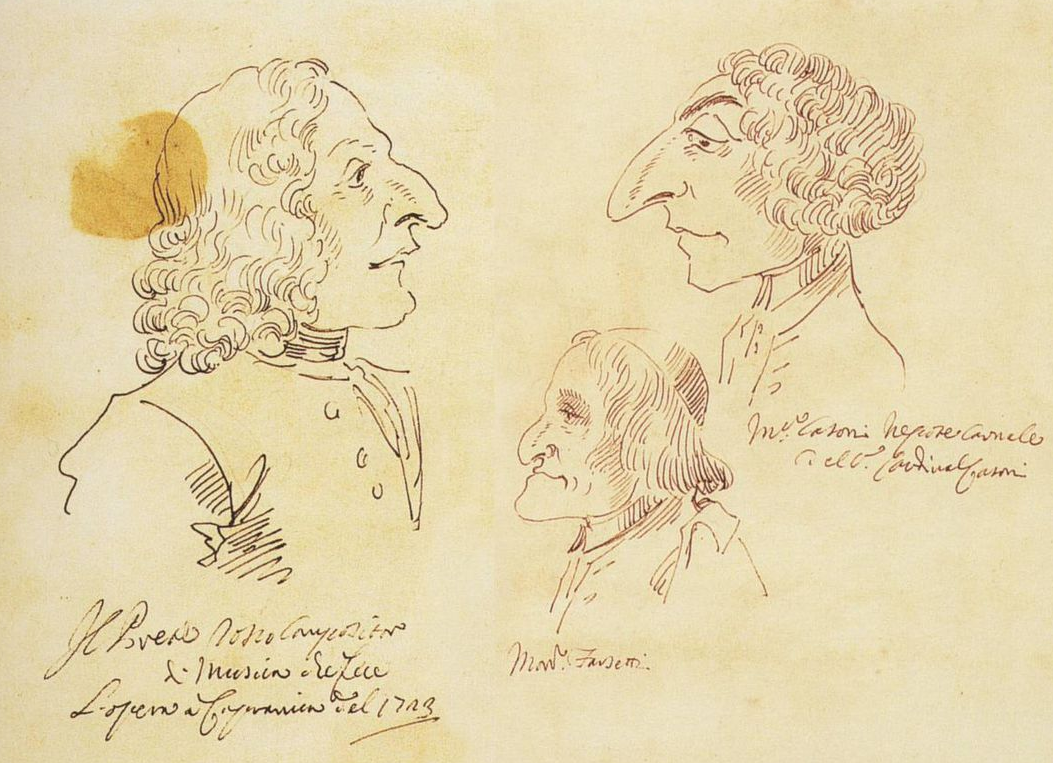
Három pap, a bal oldali Antonio Vivaldi, 1723
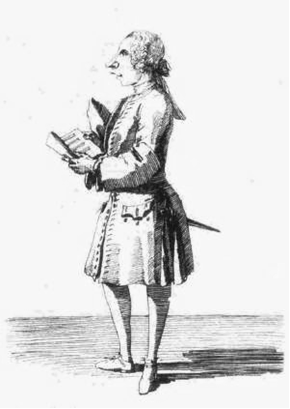
Farinelli kasztrált (énekes)
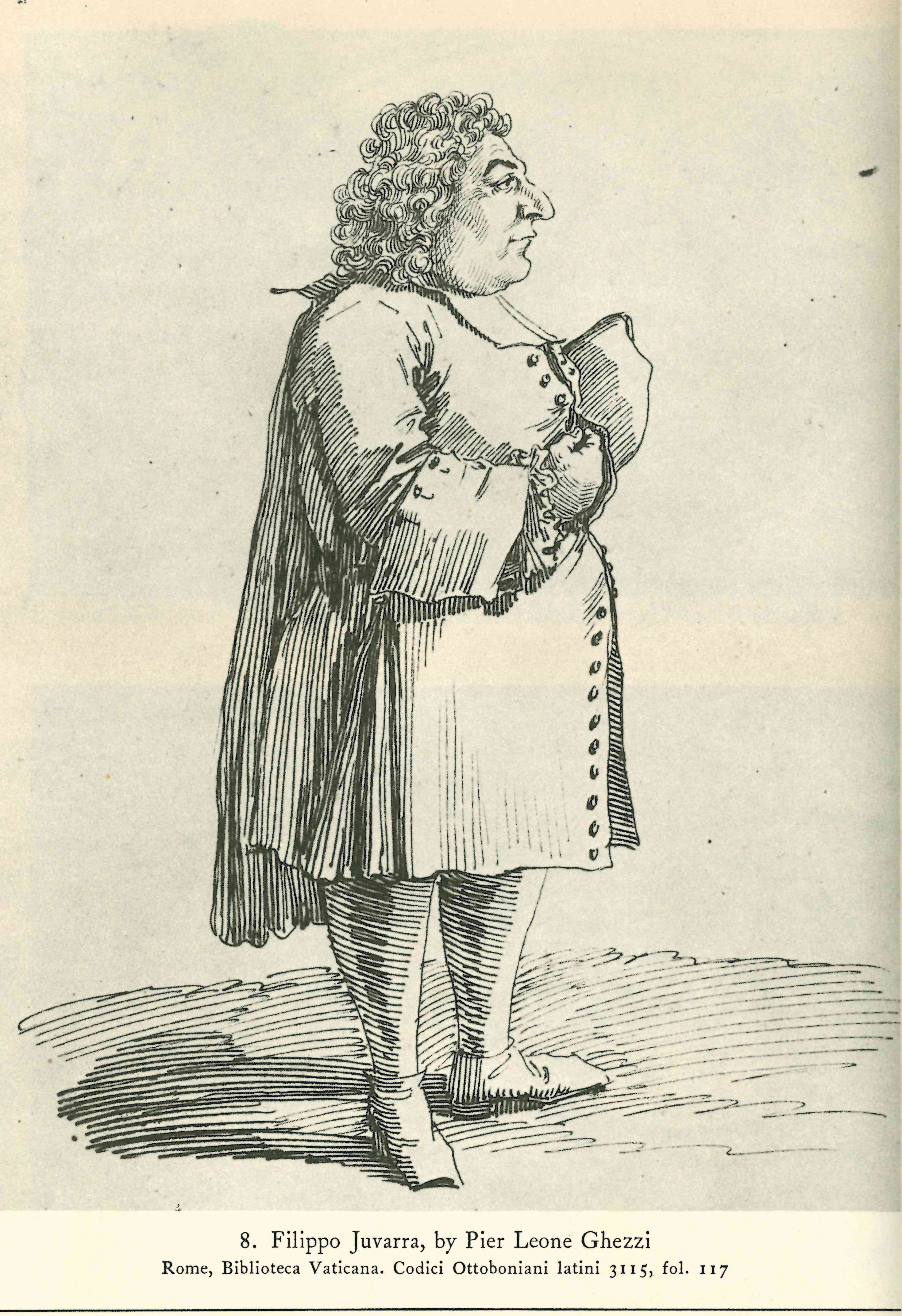
Filippo Juvarra
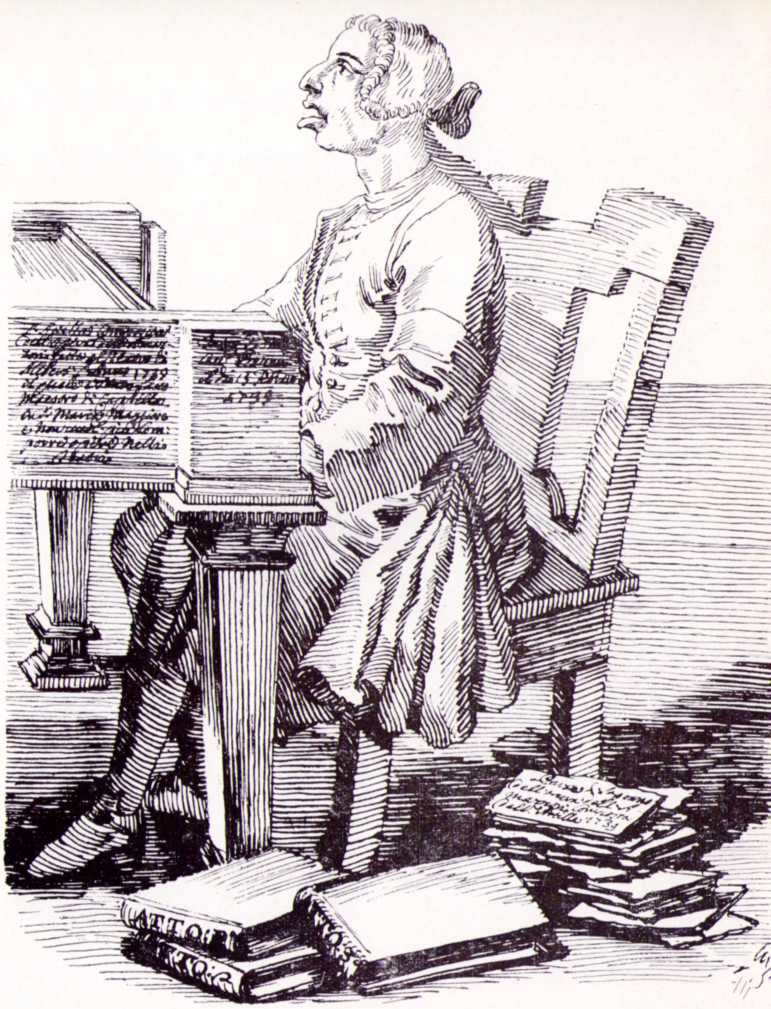
Gaetano Latilla, 1739
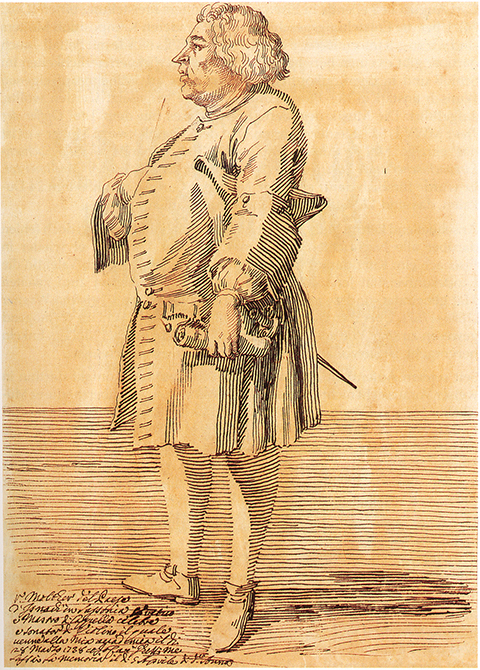
Johann Melchior Molter, 1738
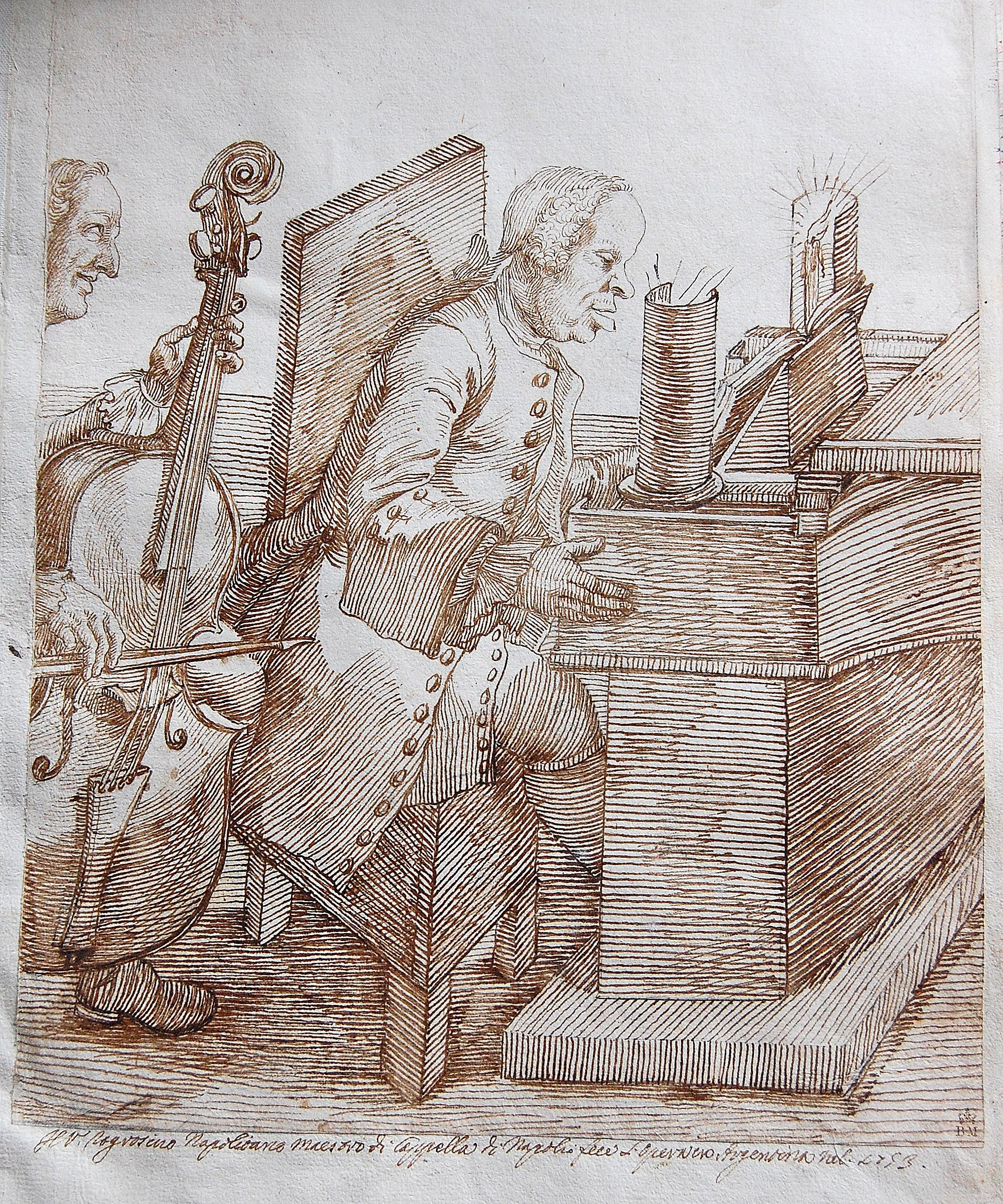
Nicola Bonifacio Logroscino viola da gamba-játékos, 1753
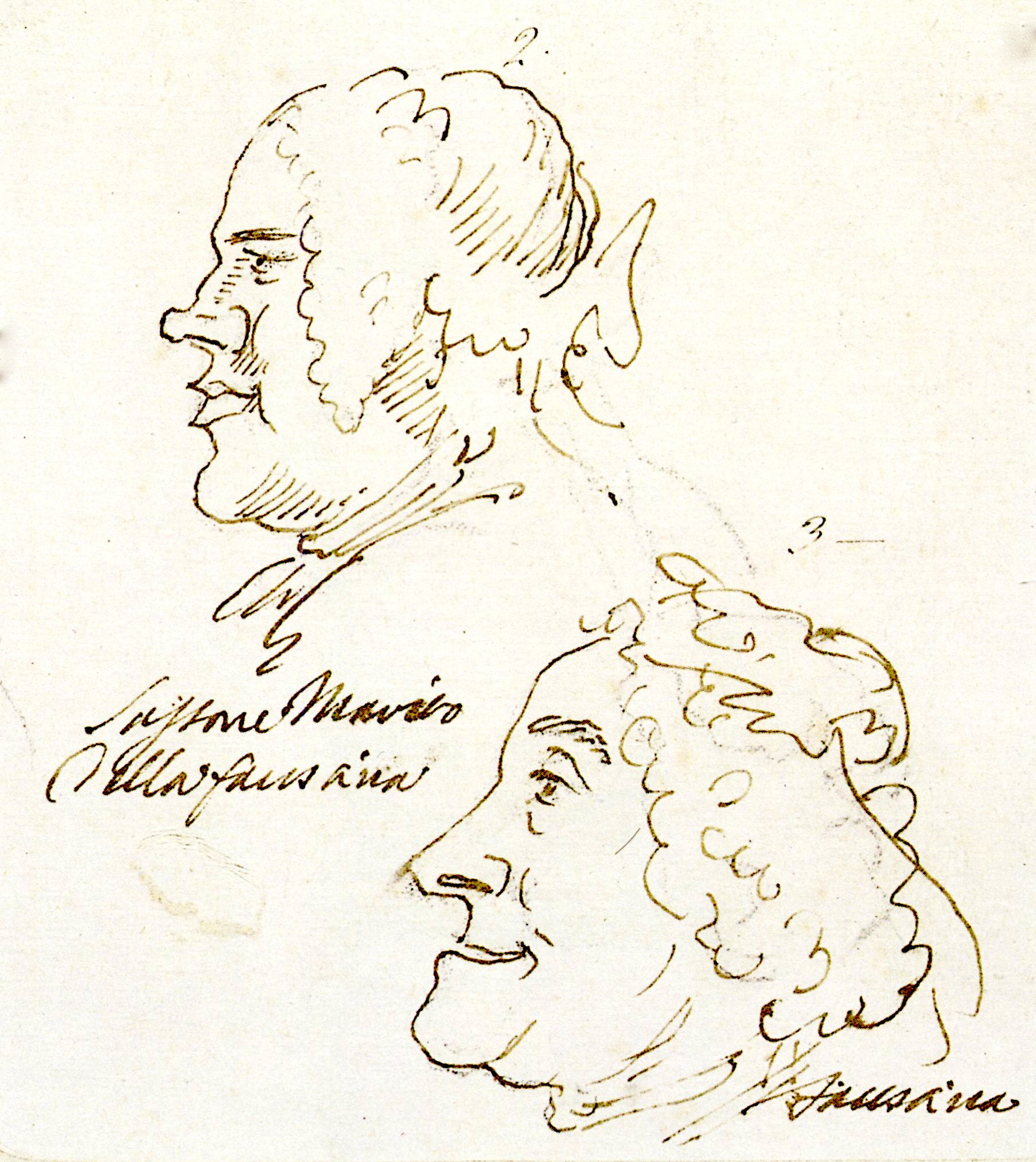
Johann Adolph Hasse és Bordoni Faustina, 1739 k.

## Fordítás
- Ez a szócikk részben vagy egészben  a   Pier Leone Ghezzi című német Wikipédia-szócikk ezen változatának fordításán alapul.  Az eredeti cikk szerkesztőit annak laptörténete sorolja fel. Ez a jelzés csupán a megfogalmazás eredetét és a szerzői jogokat jelzi, nem szolgál a cikkben szereplő információk forrásmegjelöléseként.